# Amazônia
Az Amazônia Jean-Michel Jarre 21. albuma, 2021. április 9-én jelent meg, a Columbia Records kiadásában.

## Előzmények, háttér
Az 52 perces albumot Sebastião Salgado fotográfus azonos című fotósorozata ihlette. A kiállítás, mely a brazíliai Amazóniát mutatja be, szintén 2021 április 9-én nyílt meg, a lemez anyaga pedig a kiállítás kísérőzenéje.
CD-n és LP-n, jelent meg, valamint az 5.1-es surround változata letölthető.

## Számlista
Az összes zenét Jean-Michel Jarre szerezte.
| No.           | Title             | Length |
| ------------- | ----------------- | ------ |
| 1.            | "Amazônia Part 1" | 7:42   |
| 2.            | "Amazônia Part 2" | 9:59   |
| 3.            | "Amazônia Part 3" | 8:10   |
| 4.            | "Amazônia Part 4" | 3:16   |
| 5.            | "Amazônia Part 5" | 6:04   |
| 6.            | "Amazônia Part 6" | 3:33   |
| 7.            | "Amazônia Part 7" | 4:18   |
| 8.            | "Amazônia Part 8" | 3:19   |
| 9.            | "Amazônia Part 9" | 6:23   |
| Total length: | Total length:     | 52:47  |